# Джон Беннетт
Джон Пітер Беннет (30 листопада 1914 — 25 листопада 2011) — гаянський священник і мовознавець. Представник народу локоно, у 1949 році став першим індіанцем у Гаяні, висвячений на англіканського священника та каноніка. Його лінгвістична робота зосереджувалась на збереженні його рідної аравакської мови та інших індіанських мов; він склав «Араваксько-англійський словник» (1989).

## Ранні роки
Джон Пітер Беннетт народився 30 листопада 1914 року у сім'ї Елсі та Джейкоба Беннеттів у Грант Фейтфул, поблизу Кабакабурі та річки Померун, у Британській Гвіані. Він відвідував школу у Кабакабурі до 12 років. Закінчивши школу, Беннетт пішов працювати продавцем у магазині на Грейт-Трулі-Айленді, а пізніше — у магазині на річці Померун.
2 грудня 1938 року Беннетт одружився з Кларою Джеймс у церкві Святого Маттіаса у Кабакабурі. Їхній син Моріс народився у листопаді 1944 року, а донька Дженніфер — у 1956 році.

## Священство
Беннетт почав навчання на священника у Кабакабурі у преподобного Мартіна Б. Герста з 1939 до 1944 рік. Герст, уродженець Англії, був англіканським священником, який служив у Кабакабурі з 1939 до 1955 рік.
У жовтні 1946 року Беннетт вступив до коледжу Кодрінгтон на Барбадосі, щоб підготуватися до хіротонії. У 1949 році Беннетт склав іспит на загальне посвячення та незабаром після цього повернувся до Британської Гвіани. 24 червня 1949 року він отримав сан диякона, а 18 вересня того ж року його висвятили у сан священника у соборі Святого Георгія у Джорджтауні.
Після висвячення Беннетт служив у парафіях Нью-Амстердама (1949—1953), Бербіс (1949—1953), Рупунуні (1950—1956), Порт-Муран (1953), Бартика (1953—1957), Варамурі (1957—1967) і Кабакабурі (1967—2011). Він став каноніком у 1976 році.

## «Араваксько-англійський словник» і наступні роки
Джон Беннетт у Kabethechino (1991), с. 39.

У «Нарисі мого життя та роботи» у «Kabethechino» Беннет згадує, що він «завжди цікавився [аравакською] мовою», хоча під британським колоніальним пануванням у школах Британської Гвіани наполягали використовували англійську мову в школі та вдома, і не заохочували використання мов корінних народів. Беннетт писав,
«Людей змусили відчути, що розмовляти власною мовою — це майже щось гріховне, звичайно щось погане, чого слід уникати. Однак я пам'ятаю, що навіть тоді я відчував, що вміння розмовляти власною мовою є чимось хорошим і не слід легковажно відкидати її».
20 червня 1965 року Річард Гарт, ямайський історик, який досліджував історію та культуру араваків на Карибах, написав Беннетту з проханням про допомогу. Занепокоєний тим, що «аравакська мова вимре до того, як її вивчать», Гарт зв'язався з архієпископом англіканської єпархії Гаяни, щоб дізнатися, чи церква вивчала цю мову. Архієпископ сказав Гарту, що йому нічого не відомо про такі дослідження, але негайно направив його до Беннетта.
Відповідь Беннетта Гарту містив переклад Отче наш аравакською, а також опис використання роду та «абстрактних концепцій» в аравакській мові. Гарт відповів, сказавши, що він був «схвильований», дізнавшись, що священник поділяє його занепокоєння з приводу мови та «та достатньо кваліфікований, щоб зупинити її зникнення». Він запропонував Беннету написати «невелику книгу про цю мову». Ці ранні листи поклали початок листуванню, яке тривало до 1982 року. Їхні листи зібрала Джанетт Форте та опублікувала у книзі «Kabethechino» (1991) (аравакською мовою «близькі друзі»).
Беннет почав складати араваксько-англійський словник у лютому 1967 року. У «Kabethechino» він пише: «На початку я записав слова, які міг запам'ятати. Потім у дивні моменти до мене приходило слово — коли я купався або лежав у ліжку вночі». У 1967 році він організував серію щомісячних зустрічей, на яких носії аравакської мови, обговорювали слова та їхні точні значення.
У 1971 році на Ямайці Беннетт переніс дві операції з видалення пухлини на шиї. Деякий час пухлину не діагностували, після операції Беннет був частково паралізований. Попри цю втрату рухливості, Беннетт продовжував працювати над словником, який він завершив у 1974 році, й оновлював його протягом наступних 20 років.
Вперше «Словник» вийшов у подвійному номері журналу «Археологія й антропологія» у 1989 році. Оновлене видання було опубліковано Музеєм антропології Волтера Рота у 1994 році. Разом з іншими роботами Беннетта про аравакську мову, «Араваксько-англійський словник» широко визнаний як неоціненний внесок у збереження араваканської мови. Крім того, Беннетт отримав визнання за його допомогу іншим вченим у цій галузі.
Беннетт помер у своєму будинку у Кабакабурі у листопаді 2011 року у віці 97 років.

## Спадщина та нагороди
- 1989 Золота стріла досягнень

- У 2012 році Університет Гаяни провів програму, присвячену йому: «Затвердження присутності індіанців: життя та творчість Дж. П. Беннета». З цією конференцією були пов'язані виставки в Музеї антропології та археології Вальтера Рота; бібліотека УГ; Відділ творчих мистецтв Університету Гаяни та Дослідницький відділ американських індіанців[23].

## Праці
- 1986. The Arawak Language in Guyanese Culture. Georgetown: Department of Culture
- 1989. An Arawak-English Dictionary with an English Word List in Archaeology and Anthropology 6. 1–2.
- 1991. Kabethechino: A Correspondence on Arawak. Coauthored with Richard Hart. Edited by Janette Forte. Georgetown: Demerara Publishers.
- 1995. Twenty-Eight Lessons in Loko (Arawak): A Teaching Guide. Georgetown: Walter Roth Museum.